# Michèle Chardonnet
Michèle Marie Georges Chardonnet, później Piasenta (ur. 27 października 1956 w Tulonie) – francuska lekkoatletka specjalizująca się w krótkich biegach płotkarskich, uczestniczka letnich igrzysk olimpijskich w Los Angeles (1984), brązowa medalistka olimpijska w biegu na 100 metrów przez płotki. 

## Sukcesy sportowe
- dwukrotna mistrzyni Francji w biegu na 100 metrów przez płotki – 1981, 1983[1]
- czterokrotna halowa mistrzyni Francji w biegu na 60 metrów przez płotki – 1979, 1981, 1982, 1983[2]

| Rok  | Miasto      | Zawody                     | Konkurencja       | Wynik         |
| ---- | ----------- | -------------------------- | ----------------- | ------------- |
| 1983 | Casablanca  | Igrzyska śródziemnomorskie | bieg na 100 m ppł | złoty medal   |
| 1984 | Los Angeles | Igrzyska olimpijskie       | bieg na 100 m ppł | brązowy medal |

## Rekordy życiowe
- bieg na 50 metrów przez płotki (hala) – 6,98 – Grenoble 21/02/1981
- bieg na 60 metrów przez płotki (hala) – 8,17 – Mediolan 06/03/1982
- bieg na 100 metrów przez płotki (stadion) – 12,97 – Colombes 08/08/1982[4]